# رغبات (فلم)
رغبات هو فيلم مصري من إخراج كريم ضياء الدين  وبطولة فاروق الفيشاوي، رغدة، عبد العزيز مخيون، أحمد راتب، عائشة الكيلاني، أحمد مظهر ومريم فخر الدين، صدر الفيلم في 14 نوفمبر 1994.

## نبذه
تشتد وطأة الظروف المعيشية الصعبة على موظف بسيط فيصاب بعجز جنسي يدمن على أثره المخدرات، وتعاني زوجته من هذا الوضع فتهجره لكنها تقع في براثن من يستغلها، وتلتقي في أحد معارض الفن التشكيلي بباهر وتكتشف أنه فارسها الذي تراه في الحلم وتنجذب إليه، تهجر زوجها وأطفالها وتذهب لتعيش مع باهر في قصره المنعزل، وتكتشف هدى أنها قد انضمت إلى عالم الدعارة وأن باهر هو رئيس هذه العصابة.

## وصلات خارجية
- مقالات تستعمل روابط فنية بلا صلة مع ويكي بيانات